# 澳門國際幻彩大巡遊
澳門國際幻彩大巡遊（葡萄牙語：Desfile Internacional de Macau），前名為澳門拉丁城區幻彩大巡遊（葡萄牙語：Unity Gate - A Chino Latino Parade At The Historic Centre Of Macao）為每年慶祝澳門回歸祖國周年活動之一，澳門特別行政區政府文化局舉辦澳門回歸巡遊活動，首次舉為2011年，每年12月20日舉行。每年巡遊包括多國「主題隊」或「藝術巡遊隊」，每年節目都由無綫電視翡翠台安排錄影後於港澳播出。 2017年11月，巡遊改名為《澳門國際幻彩大巡遊》，改名的原意是期望大巡遊未來更邁向國際化，藝術展現可更多更闊。
2020年至2023年，受COVID-19疫情影響，巡遊曾經停辦至2024年復辦，並安排至年初舉行。

## 歷史

### 澳門拉丁城區幻彩大巡遊 （2011年——2016年）
為慶祝今年澳門回歸祖國十二周年，於2011年12月20日首次舉辦大巡遊，與市民遊客一同喜迎回歸。文化局已邀得十多個拉丁美洲國家、中國內地及本地藝術團隊一同參與，來自秘魯的世界非物質文化遺產鉸剪舞參與其中，他們帶來源自秘魯安第斯山脈的獨特文化。籌備近1年、斥資約一千四百萬元的幻彩大巡遊，首度組織本澳及海內外尤其拉丁語系國家藝團參演，於回歸日從牌坊出發，途經高園街等多條橫街窄巷至塔石廣場，有意貫通世遺周邊文物景點與文創區域，吸引旅客多認識這些舊區，注入文化活力，彰顯世遺優勢。
2016年大巡遊是第六屆舉辦，以中國古代經典《山海經》為故事背景，活動在下午4時，VIVA仔聯同來自拉丁語系國家地區及海內外的藝團，以及澳門本地數以百計的演藝精英巡遊隊伍由大三巴牌坊出發，途經大三巴街、花王堂前地、高園街、炮兵街、美珊枝街、瘋堂斜巷、仁慈堂婆仔屋、聖祿杞街、瘋堂新街、聖母堂前地、和隆街、塔石街、亞豐素雅布基街。到下午5時半，大巡遊隊伍一齊匯聚在塔石廣場，上演充滿嘉年華派對氣氛的回歸慶典。今年特別新增一條路線，部分演出團體以議事亭前地為起點，巡遊抵達大三巴，然後和大巡遊隊伍匯合，帶領及吸引更多參與者前往巡遊派對，讓大眾感受歡樂氣氛。

### 澳門國際幻彩大巡遊 （2017年——現今）
從2011年起，每年以拉丁城區為主軸、回歸日前夕開展的「澳門拉丁城區幻彩大巡遊」，今年舉辦至第七屆，並更名為澳門國際幻彩大巡遊，定於12月17日當天隆重舉行，陣容鼎盛。今屆大巡遊具備五大特點，且推出全新巡遊路線，巡遊活動空間更寬闊，預期參加者較往年多，影響力提升，藉此與眾同樂，同慶回歸。今屆所以更名，旨在令大巡遊未來更能邁向國際化，更全面展現澳門獨特的城市魅力，為廣大團體及普羅大眾帶來嶄新元素和角度。大巡遊以澳門城區及特色名勝的故事為主題，誠邀居民和旅客參與一場集愛、和平、文化共融的大派對。
2019年，為慶祝澳門特別行政區成立二十周年紀念，活動於12月8日隆重舉行，先於當天15:00在大三巴牌坊舉行揭幕儀式，途經板樟堂街、議事亭前地、南灣大馬路等多個澳門歷史城區地標和鬧市，最後於18:30舉行閉幕匯演，並於澳門旅遊塔頂發放煙火。活動吸引來自16個“一帶一路”沿線國家地區及澳門本地共80個表演團隊，近1,800名藝術家呈獻愛‧和平‧文化共融的回歸盛典派對。閉幕儀式由時任社會文化司司長譚俊榮主持，煙火於澳門旅遊塔頂綻放，同賀澳門回歸祖國二十周年。在巡遊舉行前夕，文化局安排各個大巡遊參與隊伍自該年11月18日起已開始走進社區，分別於區華利前地、南灣‧雅文湖畔及黑沙環公園上演鼓樂、街舞、花式跳繩及啦啦操等表演，與巿民及遊客近距離互動交流。

#### 停辦四年
受疫情影響，2020年澳門國際幻彩大巡遊部分外地藝團未能來澳參與活動。同時，有鑑於每年大巡遊活動來自本澳及世界各地的團體總人數約1800人，活動涉及人群聚集的數量大、密度高，有群聚的風險。此外，沿路觀賞演出的市民及旅客眾多，大巡遊活動形式涉及參與者與觀眾近距離互動接觸，以帶出歡樂氣氛和盛事亮點，有關形式不適合現時防疫安排。文化局經審慎評估及綜合考慮，取消今年舉行大巡遊活動。文化局長梁惠敏2022年9月21日受訪表示，國際幻彩大巡遊今年繼續停辦，主要受到疫情影響，能邀請的團隊較少。當局繼續舉辦多項活動供居民參與，包括將舉行的澳門國際音樂節，亦會爭取年底舉行除夕倒數音樂會。
因疫情停辦的國際幻彩大巡遊預計明年上半年復辦，文化局長梁惠敏表示，局方正檢視及優化國際幻彩大巡遊，包括舉行的時間、巡遊路線、與博企合作等。由於過往大巡遊在年底舉辦，天氣較冷及同期活動較多，初步規劃改為明年上半年舉行，故2023年不會有大巡遊。

#### 再次復辦
2024年，巡遊活動復辦，活動續以愛·和平·文化共融為理念，展現澳門的特別魅力，為慶祝澳門回歸祖國25周年增添歡樂。巡遊路線起點設於大三巴牌坊，終點為西灣湖廣場，報名隊伍可選擇主題隊、藝術巡遊隊、大型藝術裝置巡遊隊及特別企劃巡遊隊參與。而大巡遊前夕將舉行一系列延伸活動，把文化藝術帶到全澳各區。該屆活動擴展規模，超過80隊分別包括澳門本地及來自世界各地包括香港、中國大陸、葡語國家及歐洲等國家的巡遊隊伍、預計近1,800位表演者參與巡遊。其中新設兩項本地巡遊項目，包括設有巨型木偶、巨型外賣員背包等可移動裝置的「大型藝術裝置巡遊隊」，以及由大灣區藝團、海內外藝團及不同藝術領域的合作團隊，揮灑創意推出系列合作企劃的「特別企劃巡遊隊」，經費預算約700萬元。此外，3月17日至24日期間亦舉辦了11項延伸演出活動，包括本屆增設的“街頭藝術嘉年華”，讓觀眾近距離接觸及親近多元文化藝術。周邊活動如觀眾投選巡遊隊伍“最具人氣獎”、“2024澳門國際幻彩大巡遊”攝影比賽均吸引不少市民參與，反應熱烈。
澳門作為2025年「東亞文化之都」，今年大巡遊強化「愛、和平、文化共融」理念，並進一步發揚東亞文化之都「共生·創新·和諧」的精神，鼓勵參與團隊呼應「東亞文化之都中國澳門」活動年的主題「東西匯流·亞洲融和」，發揮創意，展現澳門多元文化交融共存的魅力。今年路線起點設於大三巴牌坊，終點為西灣湖廣場，報名隊伍可選擇「主題隊」、「藝術巡遊隊」、「大型藝術裝置巡遊隊」及「特別企劃巡遊隊」四個類別參與巡遊；為讓巡遊氣氛滲入社區，大巡遊前夕會舉行一系列延伸活動，藝團可選擇報名參與「街頭藝術嘉年華表演隊」，以不同形式將文化藝術帶到本澳各區；因應活動會由國際級藝術團隊排演開幕或閉幕演出，藝團可選擇報名參與開幕及閉幕演出。為提高巡遊演出隊伍的投入度，今年繼續設有各巡遊獎項供隊伍角逐。

## 歷年活動時間
| 屆數                   | 舉辦日期               | 起點                   | 終點                   | 備注                                                                       |                        |                        |                        |
| 澳門拉丁城區幻彩大巡遊 | 澳門拉丁城區幻彩大巡遊 | 澳門拉丁城區幻彩大巡遊 | 澳門拉丁城區幻彩大巡遊 | 澳門拉丁城區幻彩大巡遊                                                     | 澳門拉丁城區幻彩大巡遊 | 澳門拉丁城區幻彩大巡遊 | 澳門拉丁城區幻彩大巡遊 |
| ---------------------- | ---------------------- | ---------------------- | ---------------------- | -------------------------------------------------------------------------- | ---------------------- | ---------------------- | ---------------------- |
| 2011                   | 2011年12月20日         | 大三巴牌坊             | 塔石廣場               |                                                                            |                        |                        |                        |
| 2012                   | 2012年12月20日         | 大三巴牌坊             | 塔石廣場               |                                                                            |                        |                        |                        |
| 2013                   | 2013年12月20日         | 大三巴牌坊             | 塔石廣場               |                                                                            |                        |                        |                        |
| 2014                   | 2014年12月14日         | 大三巴牌坊             | 塔石廣場               |                                                                            |                        |                        |                        |
| 2015                   | 2015年12月6日          | 大三巴牌坊             | 塔石廣場               |                                                                            |                        |                        |                        |
| 2016                   | 2016年12月4日          | 大三巴牌坊/議事亭前地  | 塔石廣場               | 今屆新增一條路線，部分團體以議事亭前地為起點，途經大三巴後和大巡遊隊伍匯合 |                        |                        |                        |
| 澳門國際幻彩大巡遊     |                        |                        |                        |                                                                            |                        |                        |                        |
| 2017                   | 2017年12月17日         | 大三巴牌坊             | 西灣湖廣場             |                                                                            |                        |                        |                        |
| 第八屆                 | 2018年12月16日         | 大三巴牌坊             | 西灣湖廣場             |                                                                            |                        |                        |                        |
| 第九屆                 | 2019年12月8日          | 大三巴牌坊             | 西灣湖廣場             |                                                                            |                        |                        |                        |
| 第十屆                 | 2024年3月24日          | 大三巴牌坊             | 西灣湖廣場             | 復辦後首度安排在三月舉行                                                   |                        |                        |                        |
| 第十一屆               | 2025年3月23日          | 大三巴牌坊             | 西灣湖廣場             | 特邀另外三個城市：中國湖州市、韓國安城市、日本鎌倉市派出的特色藝團共同參與 |                        |                        |                        |

## 主持（無綫電視）
| 年份 | 主題                                            | 主持                                   | 監製           | 編審           |
| 2011 | 澳門慶回歸拉丁城區幻彩大巡遊                    | 陳智燊、劉思希                         | 李漢源         |                |
| 2012 | 澳門慶回歸拉丁城區幻彩大巡遊                    | 胡諾言、范振鋒、劉思希                 | 李漢源         |                |
| 2013 | 澳門慶回歸拉丁城區幻彩大巡遊                    | 翟威廉、黃山怡、彭慧中                 | 李漢源         | 章菁倫         |
| 2014 | 慶祝澳門回歸祖國十五周年 拉丁城區幻彩大巡遊     | 朱千雪、李施嬅、陳智燊                 | 李漢源         |                |
| 2015 | 慶祝澳門回歸祖國十六周年 澳門拉丁城區大巡遊     | 陸浩明、蔣家旻、陳庭欣                 | 李漢源         | 章菁倫、馮賢山 |
| 2016 | 慶祝澳門回歸祖國十七周年 澳門拉丁城區大巡遊     | 陸浩明、楊明、張秀文、湯洛雯           | 李漢源         | 章菁倫、馮賢山 |
| 2017 | 慶祝澳門回歸祖國十八周年 2017澳門國際幻彩大巡遊 | 楊詩敏、羅天宇                         | 李漢源、林庭玉 | 章菁倫、馮賢山 |
| 2018 | 慶祝澳門回歸祖國十九周年 2018澳門國際幻彩大巡遊 | 傅嘉莉、張致恆、謝東閔、蔣家旻、張寶兒 | 黃中濠         | 陳燕華         |
| 2019 | 慶祝澳門回歸祖國二十周年 2019澳門國際幻彩大巡遊 | —                                      | —              | —              |

## 外部連結
- 官方网站
- 澳門國際幻彩大巡遊的Facebook專頁
- YouTube上的澳門國際幻彩大巡遊頻道